# جان بلتز
جان بلتز (انگلیسی: John Beltz; ۱ ژانویهٔ ۱۹۲۶ – ۱ ژانویهٔ ۱۹۷۲) کارآفرین و صنعت‌گر اهل ایالات متحده آمریکا بود.